# Agaplesion Bethanien Krankenhaus Heidelberg

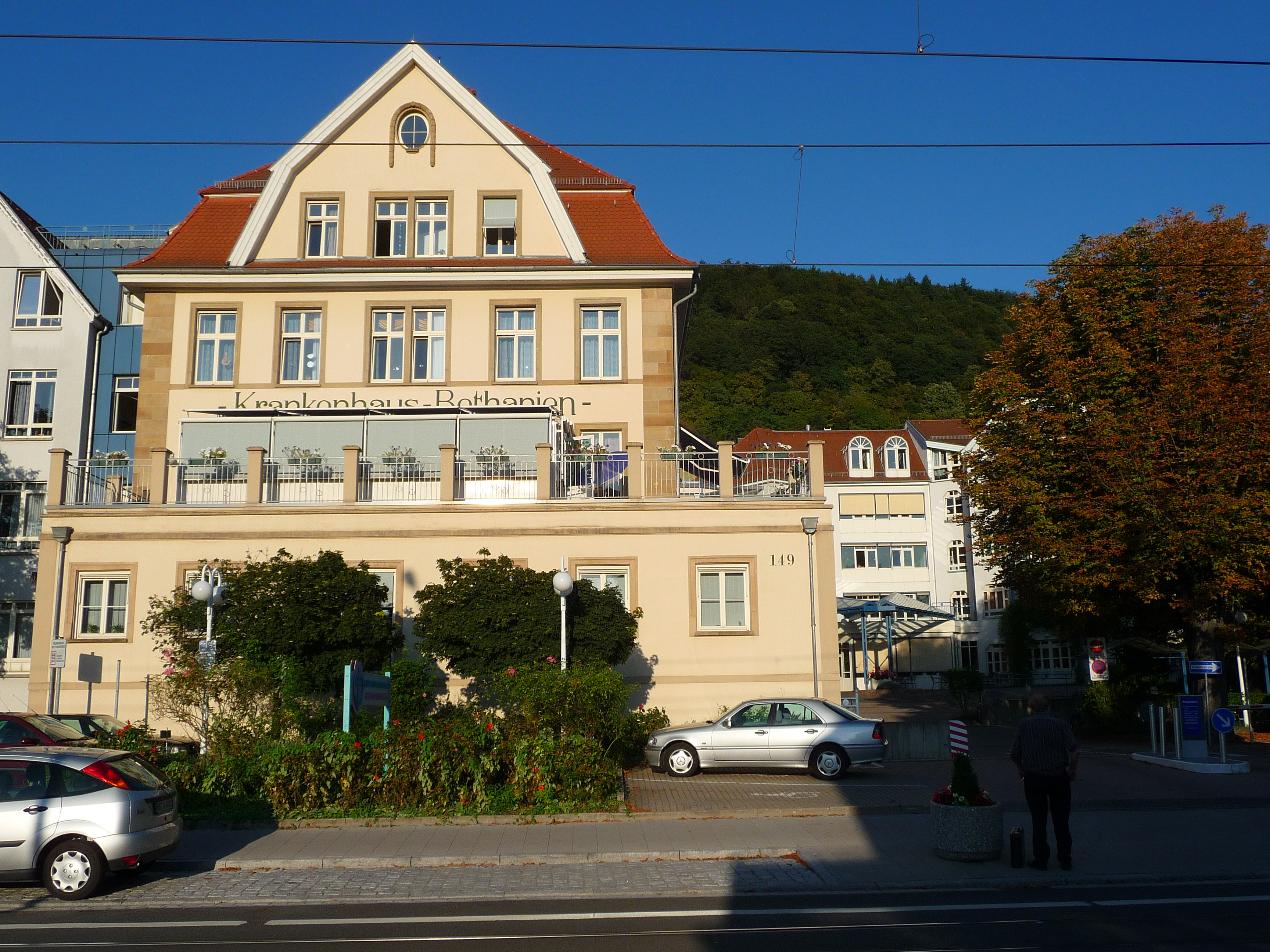
Bethanien-Krankenhaus Heidelberg

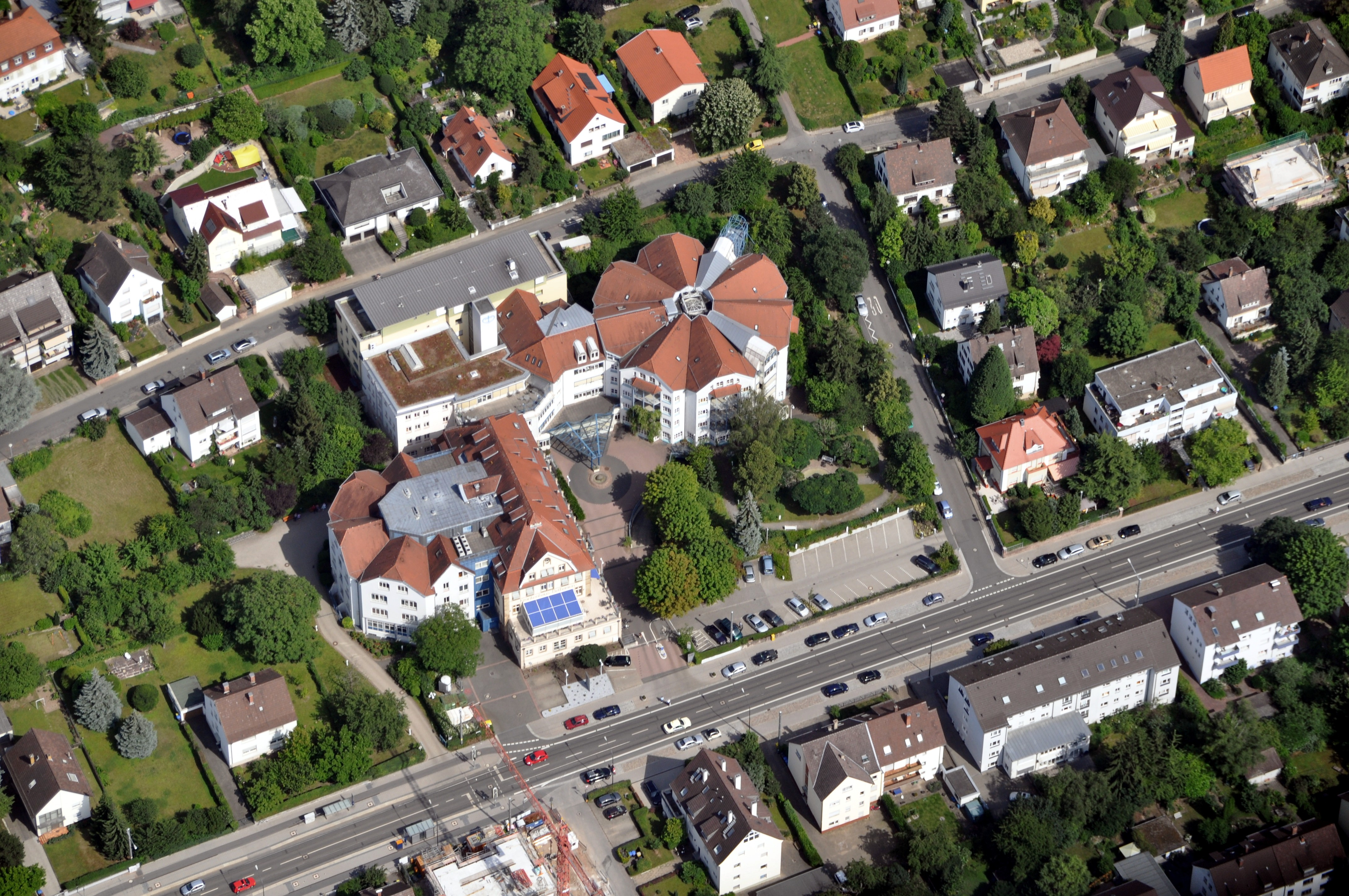
Bethanien-Krankenhaus Heidelberg (Luftbild)

Die Agaplesion Bethanien Krankenhaus Heidelberg gGmbH betreibt ein geriatrisches Zentrum mit Akutkrankenhaus und Rehabilitationsklinik im Heidelberger Stadtteil Südstadt. Durch einen Kooperationsvertrag mit dem Klinikum der Universität ist es das geriatrische Zentrum am Universitätsklinikum Heidelberg und akademisches Lehrkrankenhaus.

## Geschichte
Das Krankenhaus wurde 1931 gegründet, während die Spezialisierung als Einrichtung für hochbetagte Menschen 1979 mit dem Aufbau einer medizinisch-geriatrischen Abteilung begann. 1993 wurde eine Abteilung für geriatrische Rehabilitation eingerichtet, 1999 die stationäre Altenhilfe und eine Abteilung für Kurzzeitpflege. Besonderheiten sind der Bereich palliativmedizinische Geriatrie und eine halbgeschlossene geriatrisch-internistische Station für akut erkrankte Demenzpatienten (GISAD).
Seit 2006 hält die Agaplesion gemeinnützige Aktiengesellschaft mit 60 Prozent die Mehrheit der Gesellschaftsanteile; die Bethanien Diakonissen-Stiftung hält 40 Prozent.

## Forschung
Seit 1979 wird im Bethanien-Krankenhaus geriatrische Forschung betrieben. Anfängliche und immer noch vorhandene Schwerpunkte waren die Ernährung im Alter, Klinische Pharmakologie im Alter und das geriatrische Assessment. Ein neuerer Forschungsschwerpunkt ist das Kraft- und Koordinationstraining im Alter, vor allem für kognitiv eingeschränkte Patienten.

## Einrichtungen
Am Krankenhaus bestehen folgende Versorgungsstrukturen:
- Akutgeriatrische Klinik mit 105 Betten
- Geriatrische Rehabilitation mit 66 stationären Betten und 10 ambulanten Plätzen
- Ambulante Trainingsgruppe (Rege e.V.)
- Akademie für Fort- und Weiterbildung aller Berufsgruppen in der Geriatrie

## Wichtige Kenngrößen (2021)
- Patientenzahl vollstationär: 1.438[4]